# كين كروفورد (لاعب كرة قاعدة)
كين كروفورد (بالإنجليزية: Ken Crawford)‏ هو لاعب كرة قاعدة أمريكي، ولد في 31 أكتوبر 1894 في ساوث بند في الولايات المتحدة، وتوفي في 11 نوفمبر 1976 في بيتسبرغ في الولايات المتحدة.